# Vitpannad tärna
Vitpannad tärna (Sterna striata) är en nyzeeländsk och australisk fågel i familjen måsfåglar inom ordningen vadarfåglar.

## Utseende
Vitpannad tärna är en medelstor (41 centimeter) tärna med svart hätta, vit panna, svart näbb och mörkröda ben. Ovansidan är ljust grå, på håll vitaktig. Handpennornas innerfan bildar ett vitt band utmed handens överkant på sittande fågel. Vintertid förlorar den adulta fågeln sin svarta hjässa. Jämfört med fisktärna och silvertärna är ovansidan ljusare och på avsaknad av mörk bakkant på undersidan av handpennorna. 

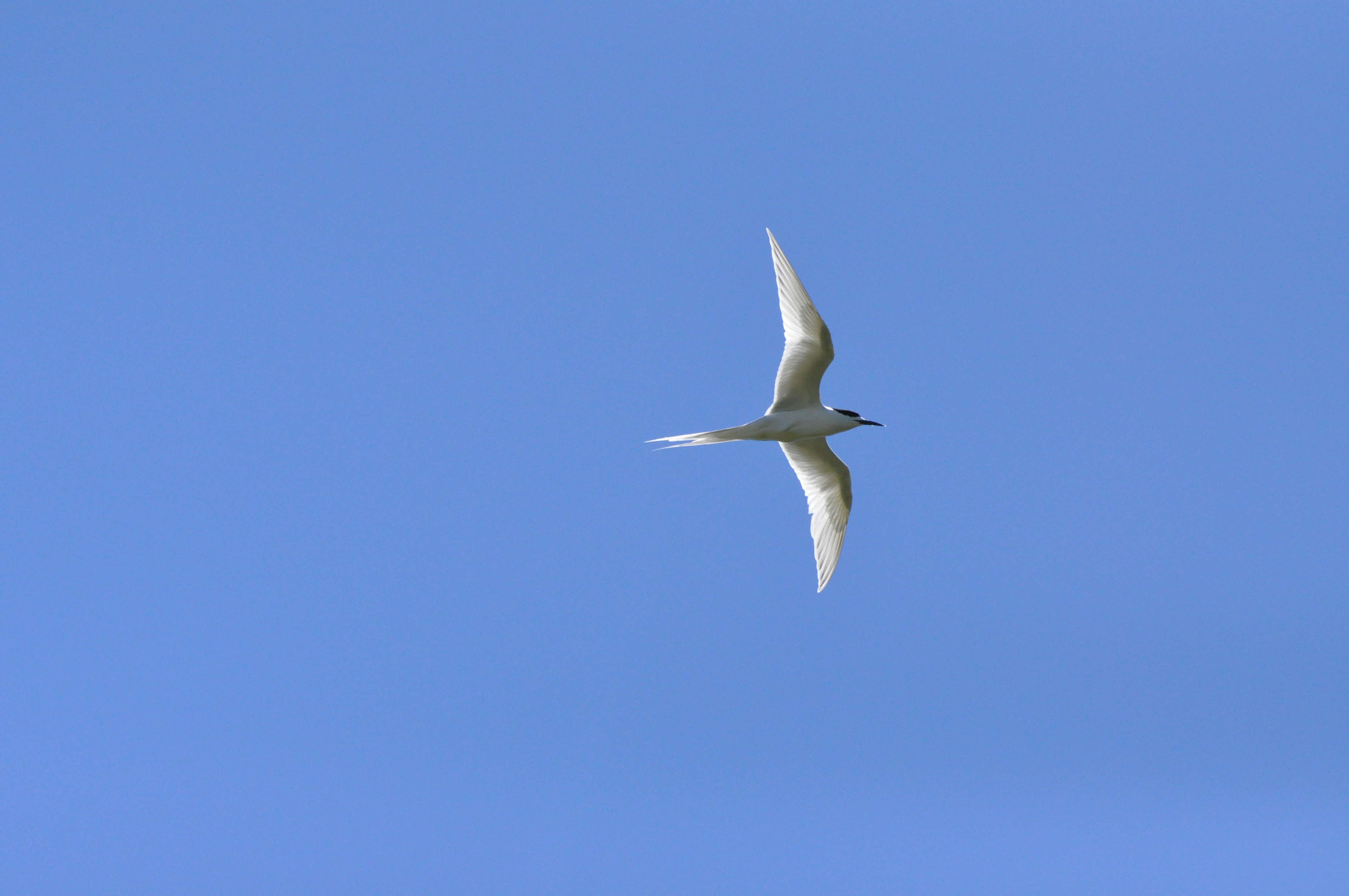

## Utbredning och systematik
Vitpannad tärna delas in i tre underarter med följande utbredning:
- Sterna striata incerta – Flinders Island och Cape Barren Island utanför Tasmanien
- Sterna striata striata – häckar på Nya Zeeland och tillbringar vintrarna i kustnära områden i sydöstra Australien
- Sterna striata aucklandorum – Chathamöarna, Aucklandöarna och eventuellt Snareöarna

Vissa behandlar arten som monotypisk, det vill säga att den inte delas in i några underarter.

## Ekologi
Arten återfinns i kustnära områden där den livnär sig nästan uteslutande av fisk, men också räkor. Den födosöker ofta flockvis i bränningszonen eller flera kilometer ute till havs. Den dyker från sju till tio meters höjd, med eller utan att ryttla innan.

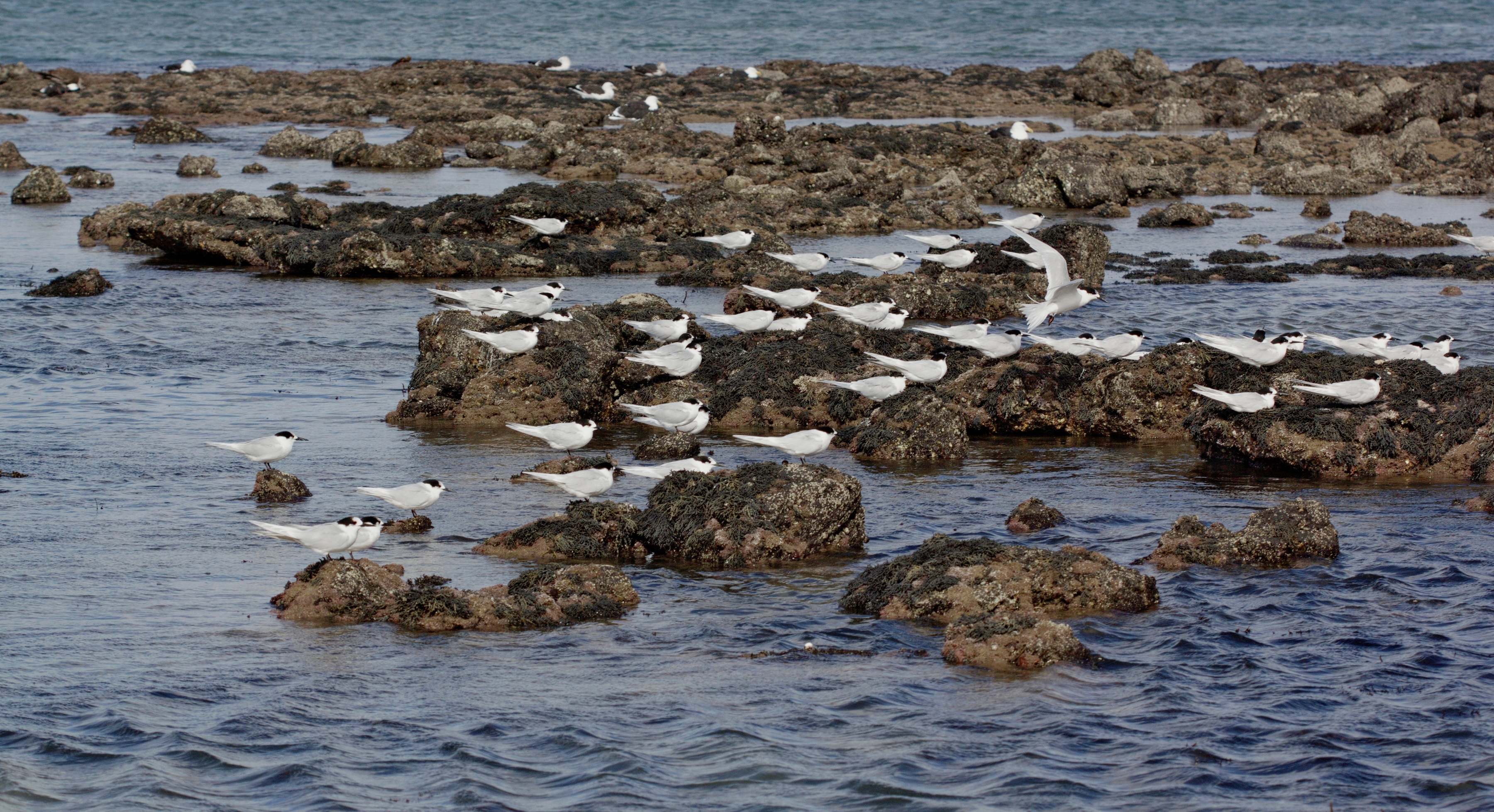

Fågeln är sällskaplig och häckar mellan augusti och januari på klippiga eller sandiga stränder, men även grusöar i floder och på kustklippor. Den häckar i kolonier som för det mesta innehåller 100 till 500 par, men i utkanten av utbredningsområdet har den också konstaterats häcka i enstaka par. Mellan oktober och december lägger den ett till två ägg.

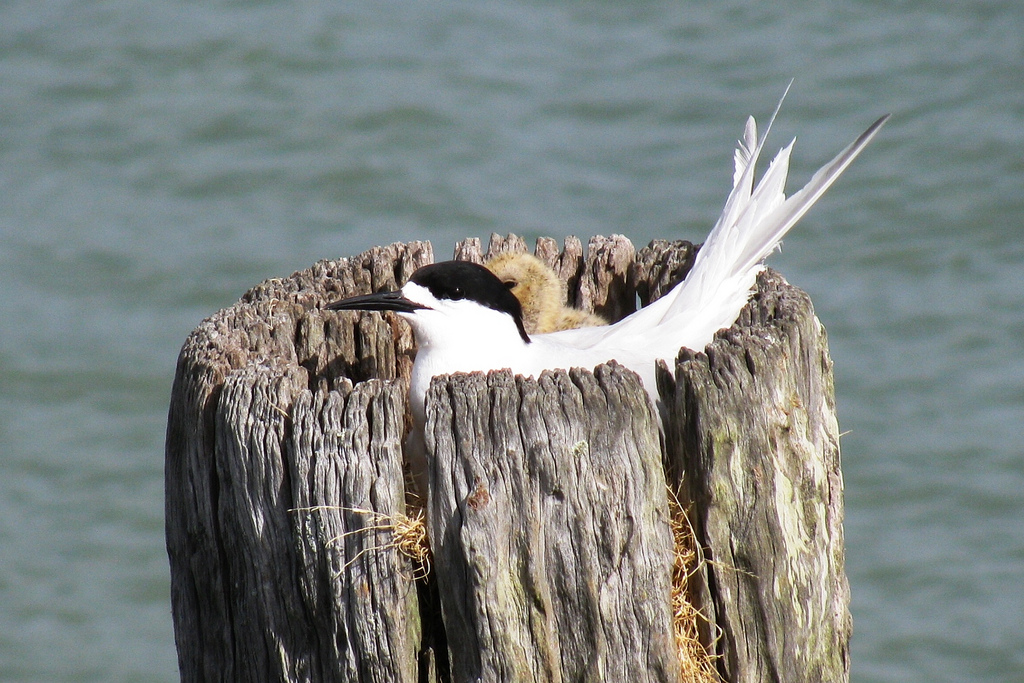
Vitpannad tärna på bo med unge

## Status och hot
Fram till 2018 behandlades artens population som livskraftig av internationella naturvårdsunionen IUCN. Ny data visar dock att den minskar relativt kraftigt i antal, varför den numera kategoriseras som nära hotad. Tidigare uppskattades världspopulationen till 1,5 miljoner individer, men detta tros nu vara en kraftig överskattning. Nominatformen tros bestå av mellan 5.000 och 20.000, aucklandorum 1.000–5.000 och incerta av endast 120 vuxna individer.